# Мстислав Святославич (князь рыльский)
Мстисла́в Святосла́вич Рыльский (?—1241†) — князь Рыльский (после 1191—1241), сын Святослава Ольговича Рыльского, участника похода на половцев в 1185 году и одного из героев «Слова о полку Игореве».
Правил после смерти отца. Возможно, Мстислав вместе со старшим братом Олегом и другими чернигово-северскими князьями принял участие в битве на реке Калке в 1223 году. В 1241 году, после монгольского нашествия на Черниговское княжество и ещё до возвращения Батыя из похода в Центральную Европу, был убит монголами при неизвестных обстоятельствах.

## Семья и дети
Сведений о жене Мстислава не сохранилось.
Дети:
- Андрей (предположительно) (уб.1245)
- Олег (уб.1285)